# Jack Wilshere
Jack Andrew Gary Wilshere (/ˈwɪlʃər/; sinh ngày 1 tháng 1 năm 1992) là một huấn luyện viên và cựu cầu thủ bóng đá chuyên nghiệp người Anh từng thi đấu ở vị trí tiền vệ. Anh hiện là huấn luyện viên đội U-18 Arsenal.
Wilshere ra mắt thông qua Học viện Arsenal và gây ấn tượng ở độ tuổi còn rất trẻ. Anh có trận ra mắt đầu tiên năm 2008, trở thành cầu thủ trẻ nhất chơi trận ra mắt cho Arsenal khi mới 16 tuổi, 256 ngày. Wilshere cũng từng giành một số giải thưởng bao gồm giải Cầu thủ trẻ xuất sắc nhất năm của PFA, đề cử vào đội hình PFA của năm mùa 2010–11 và Cầu thủ xuất sắc nhất mùa giải của Arsenal, do cổ động viên bình chọn bởi màn trình diễn xuất sắc trong mùa giải đầu tiên chơi đủ trận cho Pháo thủ trong mùa 2010–11.
Wilshere cũng là một cầu thủ thuộc đội tuyển bóng đá quốc gia Anh, từng đại diện cho Tam sư ở lứa U-16, U-17, U-19 và U-21. Anh có trận ra mắt đầu tiên cho đội năm 18 tuổi 222 ngày, trở thành cầu thủ trẻ thứ 12 có trận ra mắt trong lịch sử bóng đá Anh.
Anh tuyên bố giã từ sự nghiệp bóng đá vào tháng 7 năm 2022 sau 14 năm thi đấu chuyên nghiệp.

## Đầu đời
Wilshere sinh ra tại Stevenage, Hertfordshire và sống gần Hitchin, nơi anh lớn lên và làm thủ quân đội bóng trường học. Anh là đội trưởng đội bóng đá trường Tu viện thi đấu và giành chiến thắng ở Cúp Hạt và Cúp Quận từ năm 7 đến 10 tuổi, sau đó bổ sung thêm danh hiệu Cúp Quốc gia U15 năm 8 tuổi.

## Sự nghiệp câu lạc bộ

### Arsenal

#### Sự nghiệp ban đầu
Jack Wilshere gia nhập học viện Arsenal vào tháng 10 năm 2001 năm 9 tuổi sau một thời gian ngắn trong chương trình đào tạo trẻ Luton Town. Anh đã tiến bộ nhanh qua từng năm và trở thành đội trưởng đội U16 năm 15 tuổi, anh cũng có vài lần thi đấu cho đội U18. Mùa hè năm 2007, Wilshere tham dự Cúp Đội trẻ và sau đó trở lại Anh, huấn luyện viên đội trẻ Arsenal Steve Bould đã cho anh đá chính trong trận đầu tiên của đội U18 Arsenal tiếp đội U18 Chelsea. Anh ghi bàn đầu tiên trong trận thắng đội U18 Aston Villa với tỉ số 4-1. Sau đó anh còn lập hattrick trong trận thắng đội trẻ Watford, giúp anh có được danh hiệu Học viện Nhóm A. Wilshere kết thúc toàn bộ mùa giải đầu tiên cùng đội U18 với 13 bàn thắng và 18 lần ra sân, hầu hết là trong độ tuổi 15.

Vào tháng 2 năm 2008, anh có trận ra mắt cho đội dự bị Arsenal năm 16 tuổi khi tiếp Reading, ghi bàn duy nhất của Pháo thủ hôm đó và trận đấu kết thúc với tỉ số hòa. Anh ghi một bàn thắng đáng nhớ trong trận tiếp đội dự bị West Ham khi tâng quả bóng và tung cú sút cong vào góc trái khung thành dưới sự chiêm ngưỡng của Arsène Wenger. Anh tiếp tục có thêm 2 pha lập công và 2 pha kiến tạo chi trong ba trận cho đội dự bị vào cuối mùa 2007-08. Wilshere cũng chơi trong thắng lợi của đội U16 tại Cúp Ferroli và được trao danh hiệu cầu thủ xuất sắc nhất giải đấu. Anh còn đóng vai trò quan trọng trong chức vô địch Cúp FA trẻ 2009 của Arsenal khi ghi hai bàn thắng trong trận bán kết và tạo nên màn trình diễn của cầu thủ xuất sắc nhất trận ở hiệp một của trận chung kết đối đầu Liverpool với hai pha kiến tạo và tự mình lập công.

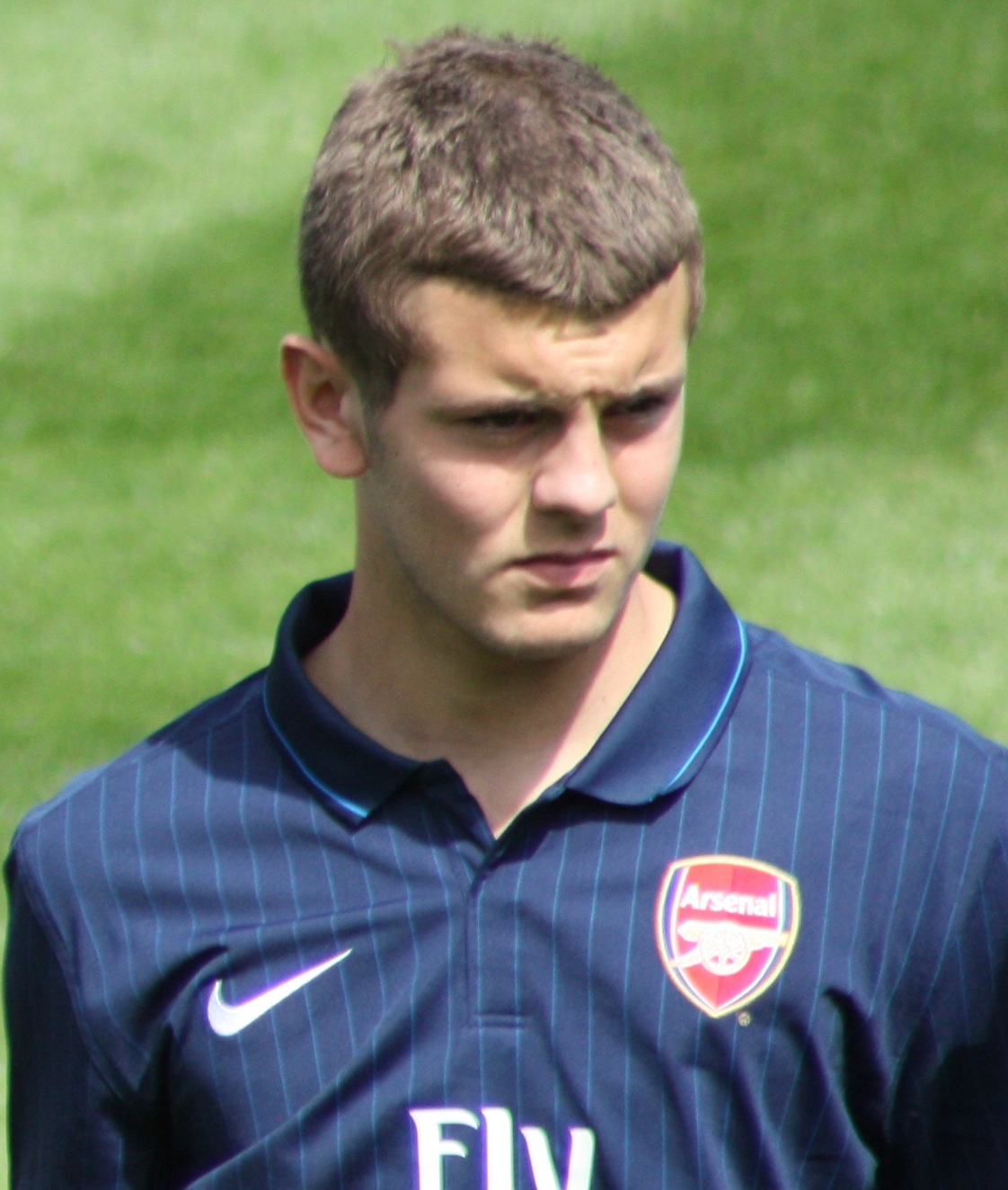
Wilshere chơi cho Arsenal năm 2009

Huấn luyện viên của Arsenal Arsène Wenger đã trao Wilshere một vị trí trong đội hình một của Pháo thủ trong mùa 2008–09 và anh được khoác áo số 19. Anh có trận ra mắt đội trong một trận đấu Premier League đối đầu Blackburn Rovers tại sân Ewood Park vào tháng 9 năm 2008 khi vào sân thay người ở phút 84 cho Robin van Persie. Ở tuổi 16 và 256 ngày, anh là cầu thủ có trận ra mắt trẻ nhất của Arsenal, phá vỡ kỷ lục trước đó của Cesc Fàbregas. Mười ngày sau, ngày 23 tháng 9, Wilshere ghi bàn thắng đầu tiên cho Pháo thủ trong chiến thắng 6-0 trước Sheffield United tại League Cup. Ngày 25 tháng 11 năm 2008, Wilshere tiếp tục vào sân thay người trong trận đấu tại UEFA Champions League tiếp đón Dynamo Kyiv, trở thành cầu thủ 16 tuổi thứ năm từng chơi tại giải đấu. Tháng 1 năm 2009, Wilshere ký hợp đồng chuyên nghiệp đầu tiên nhằm gia hạn với Arsenal vào tháng 7 cùng năm.
Trong quá trình chuẩn bị mùa 2009-10, Wilshere lập cú đúp và hai lần được bầu là Cầu thủ xuất sắc nhất khi Arsenal tham dự giải đấu giao hữu hè Emirates Cup. Ngày 22 tháng 9 năm 2009, anh khởi đầu cùng Pháo thủ với chiến thắng 2-0 tại League Cup trước West Bromwich Albion. Ở phút 37 của trận đấu, anh vướng vào một vụ tranh cãi với Jerome Thomas khi Thomas đẩy vào mặt Wilshere và phải nhận thẻ đỏ.
Ngày 29 tháng 1 năm 2010, Wilshere gia nhập đội bóng cũng đang chơi tại Premier League Bolton Wanderers dưới dạng cho mượn đến cuối mùa 2009–10. Anh có trận đầu tiên của mùa bóng mới trong trận làm khách trước Manchester City vào ngày 9 tháng 2 và ghi bàn thắng đầu tiên cho Bolton. Anh còn ghi bàn đầu tiên của anh tại Premier League trong chiến thắng 2-1 trước West Ham United ngày 6 tháng 3 năm 2010. Anh gây ấn tượng lớn tại Bolton và đội bóng hi vọng giữ chân anh nhưng thất bại trong việc gia hạn hợp đồng cho mượn thêm một mùa nữa.

#### 2010–2013

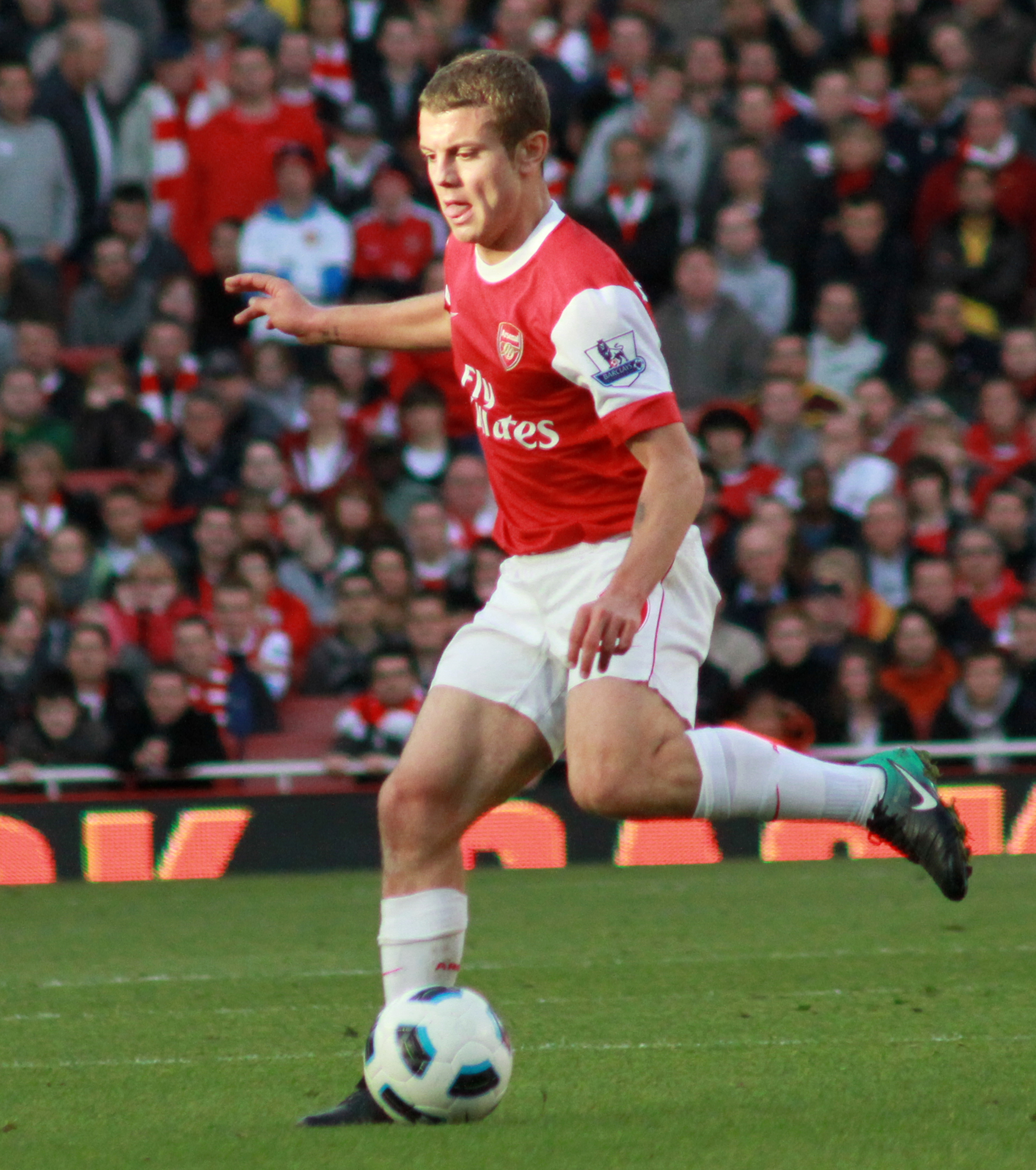
Wilshere chơi cho Arsenal năm 2010.

Wilshere bắt đầu mùa 2010–11 bằng trận ra mắt cho tuyển Anh vào tháng 8, qua đó trở thành cầu thủ trẻ thứ 10 trong lịch sử từng chơi cho Tam sư. Anh cũng góp mặt trong cả ba trận đấu của Arsenal tại Premier League, bắt đầu bằng trận hòa 1-1 trước Liverpool, trận đại thắng 6-0 trước Blackpool vào sân thay người trong trận gặp Blackburn Rovers. Tuy nhiên Wilshere phải nhận án phạt qua tháng 10 khi anh phải nhận thẻ đỏ trong trận thắng 2-1 trước Birmingham City vào ngày 16 tháng 10. Sau đó Wilshere trở lại tại Cúp châu Âu trong trận đối đầu Shakhtar Donetsk và kết thúc chuỗi thời gian đáng thất vọng với màn trình diễn cá nhân tuyệt vời và có bàn thắng thứ tư cho Pháo thủ vào buổi đêm.
Wilshere một lần nữa trở lại thường xuyên hơn bên cạnh Alex Song ở vị trí trái tim hàng tiền vệ của Arsenal trong nhiều tháng sau. Vai trò này đồng nghĩa anh phải có trách nhiệm bảo vệ hàng hậu vệ của Pháo thủ trước những đối thủ sừng sỏ như Manchester United và Chelsea. Anh kết thúc mùa giải với những trận cuối cùng của Arsenal trong tháng 5 khi có tổng cộng 49 trận ra sân cho Pháo thủ.
Trong mùa hè trước khi bước vào mùa giải 2011–12, Wilshere bị dính chấn thương mắt cá chân trong trận đấu giao hữu trước mùa giải với New York Red Bulls. Ngày 26 tháng 9 năm 2011, Wilshere thực hiện ca phẫu thuật mắt cá thành công và mất 4-5 tháng để hồi phục hoàn toàn. Tuy nhiên, vào ngày 27 tháng 1 năm 2012, anh bị tái phát chấn thương mắt cá và phải nghỉ thi đấu đến hết mùa giải 2011–12. Chấn thương này cũng khiến anh bỏ lỡ Thế vận hội mùa hè năm 2012 tại London và Giải vô địch bóng đá châu Âu 2012 cùng đội tuyển Anh. Nói về chấn thương của Wilshere: "Mắt cá nhân của anh ấy ổn nhưng tiến triển chậm [và] chúng tôi đã có cuộc trò chuyện về vấn đề này. Sự tiến triển này không đủ nhanh để tham dự các kì Euro trong tháng 5". Wilshere chơi tổng cộng 49 trận trên tất cả các đấu trường cho Arsenal."
Sau khi Robin van Persie rời Arsenal đến Manchester United vào ngày 17 tháng 8 năm 2012, Wilshere được trao cho chiếc áo số 10. Sau 14 tháng bên ngoài sân cỏ do một chấn thương dai dẳng, Wilshere đã quay lại tập luyện cùng đội hình một Arsenal vào ngày 20 tháng 9 năm 2012. Ngày 27 tháng 10, anh có trận đấu đầu tiên tại Premier League kể từ tháng 5 năm 2011, trong chiến thắng 1-0 trước Queens Park Rangers, anh đã chơi 67 phút trước khi được thay thế bởi Theo Walcott. Ngày 21 tháng 11, anh ghi bàn thắng đầu tiên cho Arsenal từ khi trở lại sau chấn thương trong chiến thắng 2-0 trước Montpellier HSC tại UEFA Champions League. Ngày 19 tháng 12 năm 2012, Wilshere và các đồng đội là Alex Oxlade-Chamberlain, Kieran Gibbs, Aaron Ramsey và Carl Jenkinson đã cùng nhau ký những bản hợp đồng dài hạn với Arsenal, nhưng vào mùa giải đó anh không thể giúp cho Arsenal vô địch Ngoại Hạng Anh.

#### 2013–2016

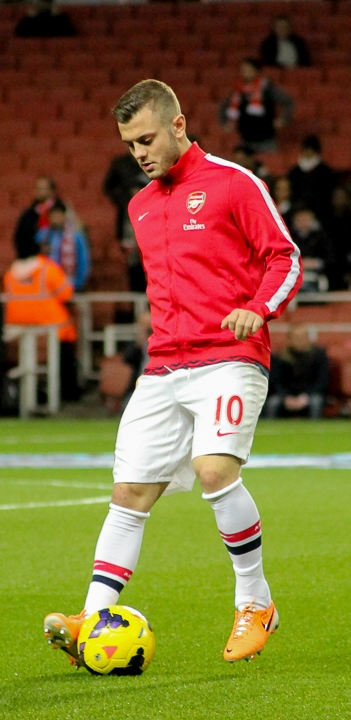
Wilshere chơi cho Arsenal năm 2014.

Wilshere bắt đầu chơi mùa giải mới ở hàng lang cánh trái bởi những chấn thương xảy đến với các cầu thủ chạy cánh trái thuộc đội một của Arsenal như Lukas Podolski, Alex Oxlade-Chamberlain và Theo Walcott. Anh có pha lập công đầu tiên trong mùa vào ngày 6 tháng 10 trong trận hòa sân khách 1-1 trước West Bromwich Albion. Anh tiếp tục ghi bàn thứ hai vào ngày 19 tháng 10 trong chiến thắng 4-1 trước Norwich City tại sân Emirates. Ngày 26 tháng 11, Jack ghi cú đúp đầu tiên trong sự nghiệp trong thắng lợi 2-0 trước Marseille tại UEFA Champions League, đồng thời trở thành cầu thủ người Anh ghi bàn thắng nhanh nhất tại giải đấu cao nhất Lục địa già khi chỉ mất vỏn vẹn 29 giây.

Trong trận gặp Manchester City vào ngày 14 tháng 12, Wilshere bị cấm thi đấu hai trận vì hành động chĩa "ngón tay thối" vào đối thủ. Sau khi trở lại anh có pha kiến tạo thứ tư trong mùa cho Arsenal trong trận thắng 2-0 trước Fulham khi hỗ trợ Santi Cazorla khi gần hết giờ thi đấu. Trong màu áo tuyển Anh, sau một pha tắc bóng của Daniel Agger, anh dính chấn thương mắt cá chân trái và phải ngồi ngoài sáu tuần, qua đó cũng bỏ lỡ các trận Arsenal tiếp đón Chelsea và Manchester City, bên cạnh trận bán kết cúp FA với Wigan vào ngày 12 tháng 4. Ngày 17 tháng 5, anh vào sân thay người ở hiệp phụ trong trận chung kết Cúp FA 2014 khi Arsenal đánh bại Hull City tại sân vận động Wembley để giành danh hiệu đầu tiên của đội bóng kể từ năm 2005. Ngày 28 tháng 5, bàn thắng của Wilshere vào lưới Norwich được bình chọn là bàn thắng của năm với tỉ lệ ủng hộ 39% phiếu bầu.

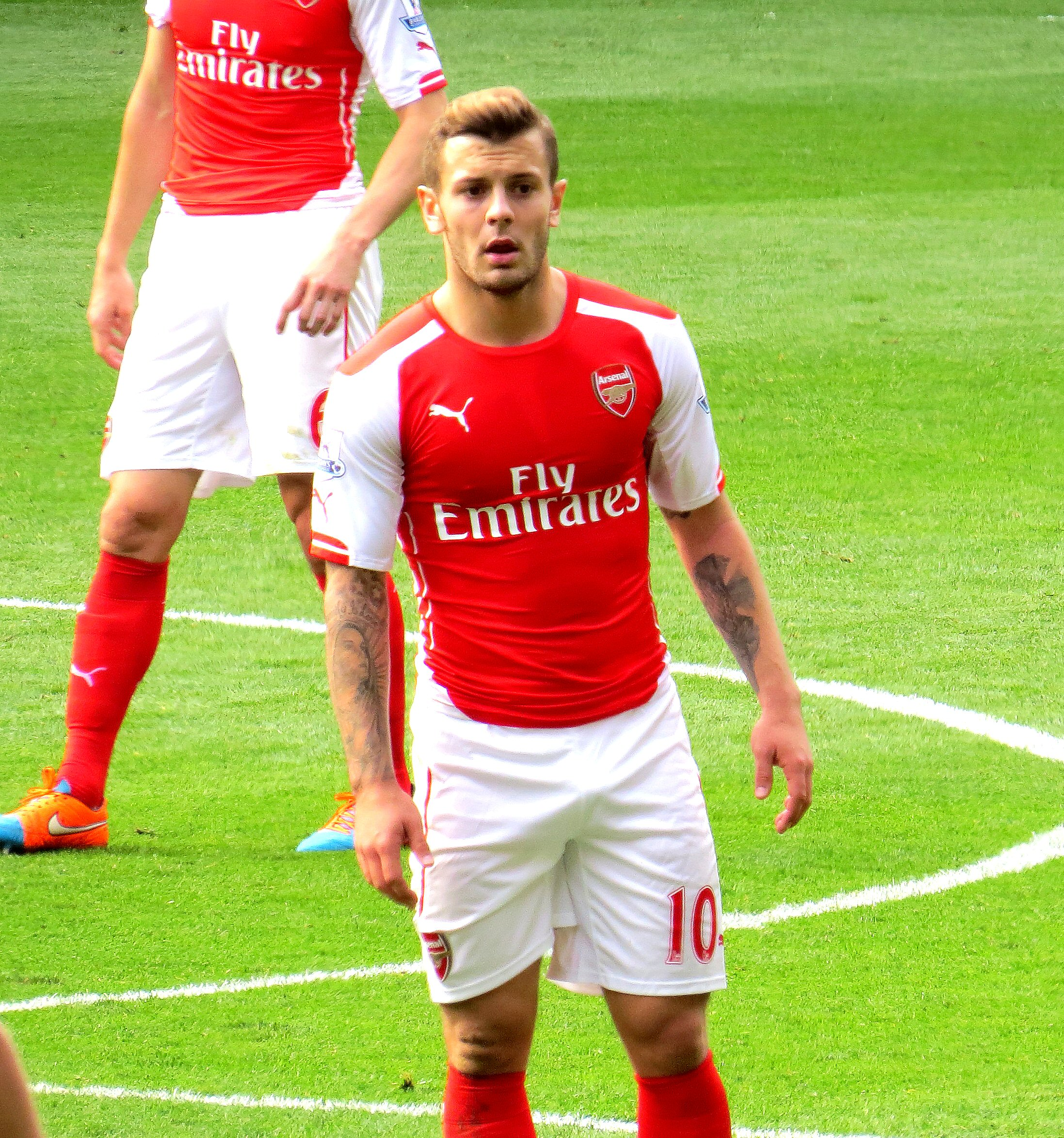
Wilshere chơi cho Arsenal năm 2014.

Ngày 10 tháng 8, Wilshere khởi đầu mùa bóng khi Arsenal đoạt chức vô địch siêu cúp Anh 2014 sau khi đánh bại Manchester City 3-0. Anh ghi bàn và kiến tạo trong trận hòa 2-2 trên sân nhà trước chính đối thủ này vào ngày 13 tháng 9. Ngày 27 tháng 11, Wilshere phải ngồi ngoài ba tháng sau ca phẫu thuật mắt cá chân trái của mình bởi chấn thương đứt dây chằng trong thất bại sân nhà 1-2 trước Manchester United.
Wishere bị gẫy xương ống trong buổi tập đầu mùa và ban đầu được dự đoán phải ngồi ngoài một tháng. Tuy nhiên vào tháng 9, anh trải qua ca phẫu thuật ở chân và phải ngồi xa sân cỏ thêm 3 tháng. Jack thừa nhận bị thất vọng về chấn thương của mình, nhưng anh vẫn còn động lực để trở lại sân cỏ. Ngày 8 tháng 5 năm 2016, Wilshere trở lại sau 10 tháng ngồi ngoài khi anh cùng đội U21 đối đầu Newcastle. Anh ghi bàn đầu tiên kể từ khi bình phục chấn thương trong trận tiếp đón U21 West Brom khoảng hai tuần sau đó.. Ngày 24 tháng 4, Wilshere trở lại đội hình Arsenal tiếp đón Sunderland và trở lại đường pitch ở phút 84 thay thế Mesut Özil.

#### 2016–2018

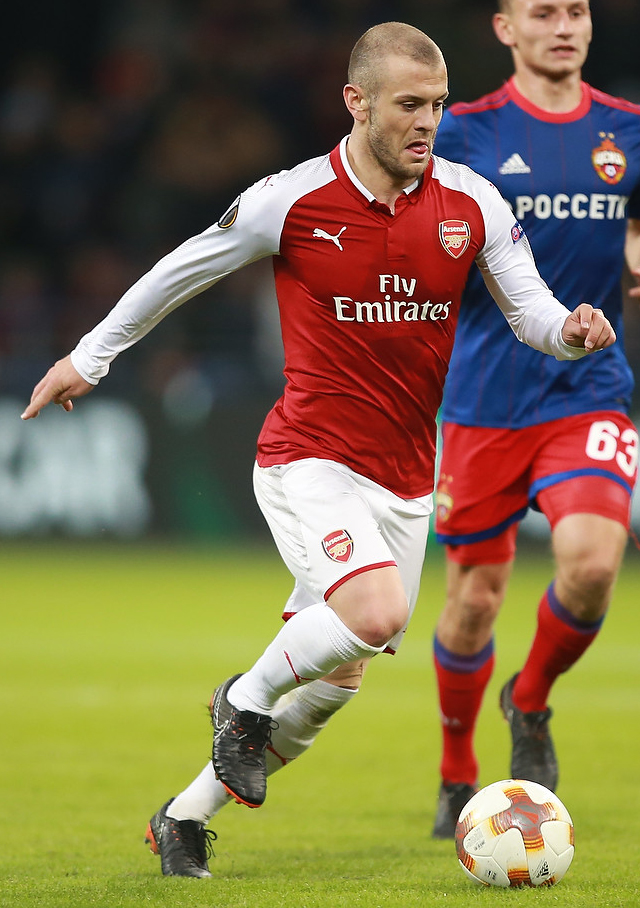
Wilshere chơi cho Arsenal năm 2018.

Ngày 31 tháng 8 năm 2016, Wilshere hoàn tất bản hợp đồng cho mượn đến AFC Bournemouth trong mùa 2016-17 và được trao áo số 32 trước đây vốn thuộc về tiền vệ Eunan O'Kane. Ngày 10 tháng 9 năm 2016, Wilshere chơi trận đầu tiên cho Bournemouth khi vào sân thay người ở phút 63 trong trận đối đầu West Bromwich Albion, trận đấu đội bóng giành chiến thắng chung cuộc 1-0. Wilshere sau đó liên tiếp giành được giải thưởng Cầu thủ xuất sắc nhất tháng cho Bournemouth vào tháng 11 và tháng 12 năm 2016. Vào ngày 15 tháng 4 năm 2017, Wilshere bị gãy chân tóc ở xương mác bên trái sau khi đụng độ với Harry Kane trong trận đấu với Tottenham tại White Hart Lane. Vào ngày 19 tháng 4 năm 2017, người ta xác nhận rằng Wilshere sẽ bỏ lỡ phần còn lại của mùa giải sau khi ra sân 29 trận tại Premier League cho Bournemouth và sẽ được điều trị trở lại Arsenal.
Trong suốt mùa hè dẫn đến mùa giải 2017–18, nhiều câu lạc bộ đã bày tỏ sự quan tâm đến việc ký hợp đồng với tiền vệ này,  nhưng vào giữa tháng 8, Wenger xác nhận rằng ông đã có kế hoạch cho anh trong mùa giải đó. Vào ngày 15 tháng 9, anh ra sân lần đầu tiên cho Arsenal kể từ tháng 8 năm 2016 khi vào sân thay người trong hiệp hai trận gặp FC Köln tại Europa League. Vào ngày 20 tháng 9, Wilshere có trận đấu đầu tiên sau hơn 16 tháng thi đấu với Doncaster Rovers và chơi trọn vẹn 90 phút.
Vào ngày 22 tháng 10, anh chơi trận đầu tiên trong mùa giải ở Premier League với tư cách là dự bị trong chiến thắng 5–2 trước Everton tại Goodison Park , kiến tạo cho Aaron Ramsey. Vào ngày 7 tháng 12, Wilshere ghi bàn thắng đầu tiên cho Arsenal sau 928 ngày khi Pháo thủ đánh bại BATE Borisov 6–0 tại Europa League.
Màn trình diễn của Wilshere ở vòng bảng Europa League và chấn thương đối với Ramsey đã chứng kiến anh ấy đá chính ở Premier League cho Arsenal lần đầu tiên kể từ tháng 5 năm 2016 trong trận hòa 0–0 của đội với West Ham United vào ngày 13 tháng 12 năm 2017, cũng là lần đầu tiên anh chơi trọn vẹn 90 phút ở Premier League cho câu lạc bộ kể từ tháng 9 năm 2014. Vào ngày 3 tháng 1 năm 2018, trong trận đấu thứ sáu liên tiếp ở Premier League, Wilshere ghi bàn thắng đầu tiên ở Premier League trong hai năm rưỡi. Trận hòa 2–2 trên sân nhà với đối thủ của London là Chelsea.
Vào ngày 19 tháng 6 năm 2018, Wilshere thông báo rằng anh ấy sẽ rời Arsenal, với hợp đồng của anh ấy sẽ hết hạn vào cuối tháng.

### West Ham United

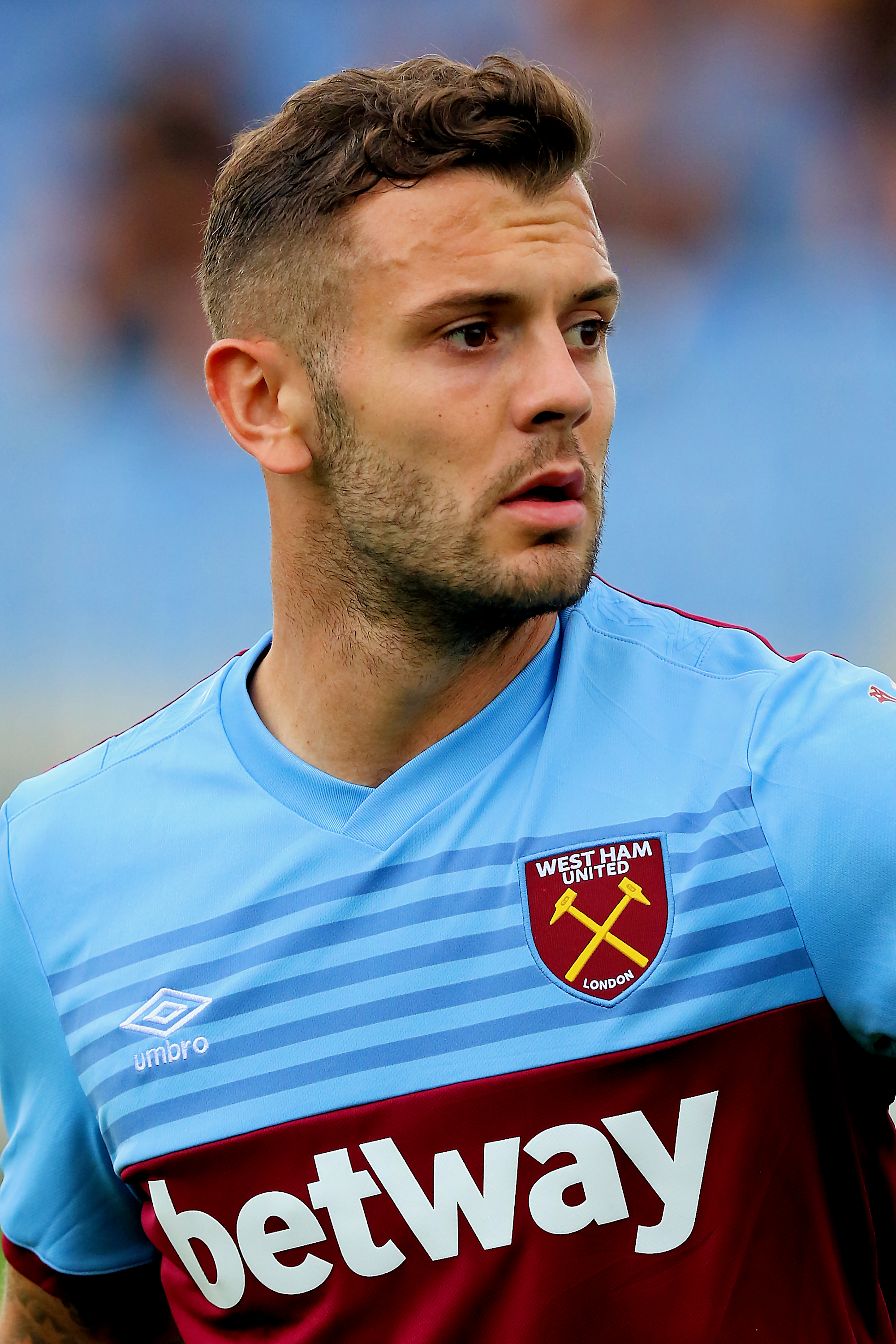
Wilshere chơi cho West Ham United năm 2019.

Wilshere ký hợp đồng với câu lạc bộ Premier League, West Ham United vào ngày 9 tháng 7 năm 2018 theo bản hợp đồng có thời hạn 3 năm. Anh có trận ra mắt vào ngày 12 tháng 8 trong trận thua 4–0 trước Liverpool. Hợp đồng của anh ấy bị chấm dứt đôi bên vào ngày 5 tháng 10 năm 2020 với một năm còn lại, sau hai năm ở câu lạc bộ. Chỉ trong hơn hai năm, Wilshere chỉ có 19 lần ra sân cho West Ham, trong đó có 16 trận ở Premier League. Trong phần lớn thời gian thi đấu cho câu lạc bộ, anh ấy đã bị chấn thương nhưng theo bản thân cầu thủ này, anh ấy thường khỏe mạnh nhưng không được chọn thi đấu. Khi được giải phóng, Wilshere cho biết anh tin rằng mình vẫn có thể chơi ở cấp độ cao nhất của bóng đá Anh.

### Trở lại AFC Bournemouth
Vào ngày 18 tháng 1 năm 2021, Wilshere trở lại AFC Bournemouth theo một bản hợp đồng ngắn hạn. Động thái này đến do anh ấy tập luyện với đội bóng hiện đang là Championship kể từ tháng 12 năm 2020. Vào ngày 26 tháng 1, anh ấy ghi bàn trong chiến thắng 2-1 trước Crawley Town ở FA Cup, bàn thắng đầu tiên của anh ấy trong bất kỳ giải đấu nào. kể từ ngày 27 tháng 8 năm 2019. Vào ngày 6 tháng 2, anh ghi bàn thắng đầu tiên ở giải đấu cho AFC Bournemouth trong chiến thắng 3–2 trước Birmingham City. Anh được Bournemouth cho ra mắt vào cuối mùa giải, đã có 17 lần ra sân và ghi được hai bàn thắng trên mọi đấu trường trong thời gian ngắn trở lại câu lạc bộ.

### AGF
Vào ngày 20 tháng 2 năm 2022, Wilshere ký hợp đồng với câu lạc bộ giải VĐQG Đan Mạch AGF theo hợp đồng ngắn hạn ban đầu cho đến cuối mùa giải 2021–22. Không khoác áo câu lạc bộ nào kể từ khi rời Bournemouth, Wilshere đã tập luyện với câu lạc bộ cũ Arsenal từ tháng 10 năm 2021, cũng như tập huấn với câu lạc bộ Serie B Como 1907 trước đó.
Vào ngày 6 tháng 7 năm 2022, AGF thông báo rằng câu lạc bộ sẽ không gia hạn hợp đồng với Wilshere cho mùa giải 2022–23. Vào ngày 8 tháng 7 năm 2022, Wilshere tuyên bố từ giã sự nghiệp thi đấu quốc tế sau 14 năm thi đấu chuyên nghiệp.

## Sự nghiệp quốc tế

### Đội trẻ
Năm 14 tuổi Wilshere chơi cùng U16 Anh tại Victory Shield 2006. Năm 2009, anh được triệu tập vào đội U17 để tham dự Giải vô địch U17 Châu Âu vào tháng 5; Jack khởi đầu hai trận đầu tiên, đặc biệt gây ấn tượng trong trận đấu thứ hai đối đầu tuyển Đức trước khi phải ngồi ngoài với chấn thương khiến anh không thể góp mặt ở trận chung kết. Sau giải đấu, anh được coi là một trong 10 ngôi sao bóng đá trong tương lai. Ngày 11 tháng 9 năm 2009, anh vào sân thay người trong trận ra mắt đội U21 Anh hòa Hà Lan 0-0.

### Đội chuyên nghiệp

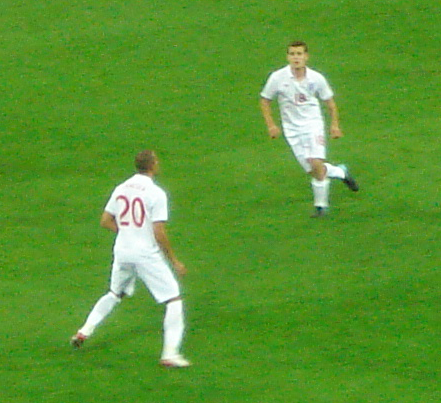
Wilshere (phải) có trận ra mắt tuyển Anh năm 2010.

Ngày 7 tháng 8 năm 2010, Wilshere được gọi lên đội hình tuyển Anh lần đầu tiên cho trận giao hữu với Hungary. Anh có trận ra mắt Tam sư vào ngày 11 tháng 8 năm 2010 khi vào sân thay người ở phút 83 thay thế Steven Gerrard. Trận đấu này giúp anh trở thành cầu thủ trẻ thứ 10 từng ra sân cho tuyển Anh khi mới 18 tuổi và 222 ngày.
Ngày 9 tháng 2 năm 2011, Wilshere có trận ra mắt chơi trọn vẹn cho tuyển Anh khi xuất hiện trong đội hình xuất phát trận gặp Đan Mạch. Anh đã gây ấn tượng mạnh dù không chơi ở vị trí sở trường phía trước hàng phòng ngự và được huấn luyện viên Fabio Capello hết lời ca ngợi. Ngày 25 tháng 11 năm 2011, anh có trận ra mắt chơi trọn vẹn cho tuyển Anh tại vòng loại UEFA Euro 2012 đối đầu xứ Wales tại sân vận động Thiên niên kỷ ở thành phố Cardiff.
Ngày 6 tháng 2 năm 2013, Wilshere có trận đầu tiên cho tuyển Anh sau khi bình phục chấn thương năm 2011 và được chọn là cầu thủ xuất sắc nhất trận Anh đánh bại Brazil 2-1 tại sân vận động Wembley. Màn trình diễn của anh nhận được nhiều lời khen ngợi trong đó có cả huấn luyện viên Roy Hodgson, đội trưởng Steven Gerrard, Wayne Rooney và Frank Lampard. Anh là một phần của đội hình Anh tại FIFA World Cup 2014 khi vào sân thay người ở phút 73 trong trận mở màn Anh gặp Ý. Anh bắt đầu trận cuối cùng của vòng bảng gặp Costa Rica khi tuyển Anh bị loại khỏi giải đấu.
Wilshere được trao giải Cầu thủ xuất sắc nhất của sáu trong bảy trận thuộc vòng loại UEFA Euro 2016. Bàn thắng đầu tiên cho tuyển Anh xuất hiện trong trận đấu thứ 28 của anh vào ngày 14 tháng 6 năm 2015, trong trận sân khách thuộc vòng loại UEFA Euro 2016 tiếp đón Slovenia, trận đấu đội bóng lội ngược dòng giành chiến thắng 3-2 tại sân vận động Stožice ở Ljubljana.
Sau khi đội tuyển Anh thua đội tuyển Iceland ở vòng 16 đội UEFA Euro 2016, Jack Wilshere chính thức chia tay đội tuyển quốc gia sau 6 năm gắn bó, tổng cộng anh đã thi đấu 34 trận và ghi được 2 bàn thắng.
Wilshere đã được chọn cho trận giao hữu vào năm 2018 để chuẩn bị cho FIFA World Cup 2018 tại Nga. Vào ngày 16 tháng 5 năm 2018, anh bị loại khỏi đội tuyển Anh 23 người của Gareth Southgate cho giải đấu.

## Sự nghiệp huấn luyện viên
Vào ngày 11 tháng 7 năm 2022, bốn ngày sau khi tuyên bố từ giã sự nghiệp bóng đá chuyên nghiệp, Wilshere được công bố là huấn luyện viên trưởng của đội U-18 Arsenal.

## Phong cách thi đấu
Wilshere được biết đến với lối chơi di chuyển, tầm nhìn, chuyền bóng và phối hợp, cũng như khả năng lãnh đạo trên sân. Anh được Arsène Wenger mô tả là có "kỹ thuật Tây Ban Nha, nhưng trái tim người Anh." Owen Coyle, người quản lý của Bolton trong thời gian Wilshere thi đấu dưới dạng cho mượn tại câu lạc bộ, đã ca ngợi khả năng "xoạc bóng và hạ gục" của anh ấy, mặc dù anh ấy không có lợi thế chiều cao. Tuy nhiên, người đứng đầu bộ phận phát triển thanh thiếu niên của Arsenal, Liam Brady lưu ý rằng Wilshere đã gặp vấn đề với tính khí của anh ấy từ rất sớm trong sự nghiệp của mình.
Wilshere được chơi ở nhiều vị trí khác nhau, bao gồm tiền vệ tấn công, tiền vệ cánh và thường xuyên nhất là vị trí tiền vệ trung tâm lùi sâu. Wenger đã nói rằng Wilshere là "một cầu thủ box-to-box, không chỉ là một tiền vệ kiến thiết". Phong cách chơi bóng của Wilshere thường được so sánh với phong cách của cựu tiền vệ Arsenal, Liam Brady, trong khi bản thân Brady nhận định Wilshere là cầu thủ mới nhất trong dòng cầu thủ người Anh có năng khiếu kỹ thuật từ Glenn Hoddle đến Wayne Rooney.
Sau khi trở lại sau chấn thương trong mùa giải 2012–13, Wilshere đã nhận được lời khen ngợi về màn trình diễn và tiềm năng của anh ấy từ một số cầu thủ được kính trọng: hậu vệ của Barcelona và Brasil, Dani Alves gọi Wilshere là "một cầu thủ tuyệt vời", và so sánh tiềm năng của anh ấy với những huyền thoại của Barcelona, Andrés Iniesta và Xavi; Cựu tiền vệ của Manchester United và Đức, Bastian Schweinsteiger gọi Wilshere là "một trong những cầu thủ xuất sắc nhất" ở vị trí của anh ấy; và tiền đạo Marco Reus của Borussia Dortmund và Đức ca ngợi anh ấy là "một cầu thủ hoàn hảo".
Cựu tuyển thủ Ý, Gennaro Gattuso nói về Wilshere: "Anh ấy có thể không siêu nhanh nhưng anh ấy có kỹ năng tuyệt vời, anh ấy rất kỹ thuật. Khi nhận bóng, anh ấy biết chính xác nơi để gửi nó... anh ấy có tâm lý của một cầu thủ Anh nhưng chơi như một cầu thủ Tây Ban Nha".

## Đời tư
Wilshere bị bắt vào rạng sáng ngày 29 tháng 8 năm 2010 vì liên quan đến một "hành vi sai trái". Tuy nhiên, có vẻ như Wilshere đóng vai trò người hòa giải, và do đó không phải đối mặt với cáo buộc nhưng phải nhận một cảnh cáo.
Vào ngày 26 tháng 9 năm 2013, người bạn đời của Wilshere, Lauren Neal, sinh đứa con thứ hai của họ, Delilah Grace Wilshere. Wilshere và Neal ly thân vào năm 2014 và vào năm 2017, anh kết hôn với Andriani Michael. Vào tháng 5 năm 2018, Andriani sinh đứa con thứ ba của Wilshere, một cô con gái, Siena.
Wilshere xuất hiện trên trang bìa FIFA 12 của Vương quốc Anh và Ireland cùng với Wayne Rooney. Vào ngày 16 tháng 12 năm 2014, Wilshere tuyên bố ủng hộ UNHCR trong nỗ lực gây quỹ của họ để hỗ trợ người dân Philippines bị ảnh hưởng bởi cơn bão Hải Nam.

## Thống kê sự nghiệp

### Câu lạc bộ
Tính đến ngày 21 tháng 5 năm 2022
| Câu lạc bộ              | Mùa giải            | Giải vô địch        | Giải vô địch | Giải vô địch | Cúp quốc gia | Cúp quốc gia | Cúp liên đoàn | Cúp liên đoàn | Châu Âu | Châu Âu | Khác | Khác | Tổng cộng | Tổng cộng |
| Câu lạc bộ              | Mùa giải            | Hạng đấu            | Trận         | Bàn          | Trận         | Bàn          | Trận          | Bàn           | Trận    | Bàn     | Trận | Bàn  | Trận      | Bàn       |
| ----------------------- | ------------------- | ------------------- | ------------ | ------------ | ------------ | ------------ | ------------- | ------------- | ------- | ------- | ---- | ---- | --------- | --------- |
| Arsenal                 | 2008–09             | Premier League      | 1            | 0            | 2            | 0            | 3             | 1             | 2       | 0       | —    | —    | 8         | 1         |
| Arsenal                 | 2009–10             | Premier League      | 1            | 0            | 1            | 0            | 2             | 0             | 3       | 0       | —    | —    | 7         | 0         |
| Arsenal                 | 2010–11             | Premier League      | 35           | 1            | 2            | 0            | 5             | 0             | 7       | 1       | —    | —    | 49        | 2         |
| Arsenal                 | 2011–12             | Premier League      | 0            | 0            | 0            | 0            | 0             | 0             | 0       | 0       | —    | —    | 0         | 0         |
| Arsenal                 | 2012–13             | Premier League      | 25           | 0            | 4            | 1            | 1             | 0             | 3       | 1       | —    | —    | 33        | 2         |
| Arsenal                 | 2013–14             | Premier League      | 24           | 3            | 3            | 0            | 1             | 0             | 7       | 2       | —    | —    | 35        | 5         |
| Arsenal                 | 2014–15             | Premier League      | 14           | 2            | 1            | 0            | 1             | 0             | 5       | 0       | 1    | 0    | 22        | 2         |
| Arsenal                 | 2015–16             | Premier League      | 3            | 0            | 0            | 0            | 0             | 0             | 0       | 0       | 0    | 0    | 3         | 0         |
| Arsenal                 | 2016–17             | Premier League      | 2            | 0            | 0            | 0            | 0             | 0             | 0       | 0       | 0    | 0    | 2         | 0         |
| Arsenal                 | 2017–18             | Premier League      | 20           | 1            | 0            | 0            | 5             | 0             | 13      | 1       | 0    | 0    | 38        | 2         |
| Arsenal                 | Tổng cộng           | Tổng cộng           | 125          | 7            | 13           | 1            | 18            | 1             | 40      | 5       | 1    | 0    | 197       | 14        |
| Bolton Wanderers (mượn) | 2009–10             | Premier League      | 14           | 1            | —            | —            | —             | —             | —       | —       | —    | —    | 14        | 1         |
| AFC Bournemouth (mượn)  | 2016–17             | Premier League      | 27           | 0            | 0            | 0            | 0             | 0             | —       | —       | —    | —    | 27        | 0         |
| West Ham United         | 2018–19             | Premier League      | 8            | 0            | 0            | 0            | 0             | 0             | —       | —       | —    | —    | 8         | 0         |
| West Ham United         | 2019–20             | Premier League      | 8            | 0            | 0            | 0            | 2             | 1             | —       | —       | —    | —    | 10        | 1         |
| West Ham United         | 2020–21             | Premier League      | 0            | 0            | 0            | 0            | 1             | 0             | —       | —       | —    | —    | 1         | 0         |
| West Ham United         | Tổng cộng           | Tổng cộng           | 16           | 0            | 0            | 0            | 3             | 1             | —       | —       | —    | —    | 19        | 1         |
| AFC Bournemouth         | 2020–21             | Championship        | 14           | 1            | 2            | 1            | —             | —             | —       | —       | 1    | 0    | 17        | 2         |
| AGF                     | 2021–22             | Danish Superliga    | 14           | 0            | —            | —            | —             | —             | —       | —       | —    | —    | 14        | 0         |
| Tổng cộng sự nghiệp     | Tổng cộng sự nghiệp | Tổng cộng sự nghiệp | 210          | 9            | 15           | 2            | 21            | 2             | 40      | 5       | 2    | 0    | 288       | 18        |

1. ↑  Includes FA Cup
2. ↑  Includes Football League Cup/EFL Cup
3. 1 2 3 4 5 6  Appearances in UEFA Champions League
4. ↑  Appearance in FA Community Shield
5. ↑  Appearances in UEFA Europa League
6. ↑  Appearance in Championship play-offs

### Quốc tế
| Đội tuyển quốc gia | Năm       | Trận | Bàn |
| ------------------ | --------- | ---- | --- |
| Anh                | 2010      | 1    | 0   |
| Anh                | 2011      | 4    | 0   |
| Anh                | 2012      | 1    | 0   |
| Anh                | 2013      | 8    | 0   |
| Anh                | 2014      | 12   | 0   |
| Anh                | 2015      | 2    | 2   |
| Anh                | 2016      | 6    | 0   |
| Tổng cộng          | Tổng cộng | 34   | 2   |

Tỷ số của đội tuyển Anh được liệt kê đầu tiên, cột điểm cho biết tỷ số sau mỗi bàn thắng của Wilshere
| # | Ngày                | Địa điểm                             | Trận | Đối thủ  | Tỷ số | Kết quả | Giải đấu                 | Nguồn   |
| - | ------------------- | ------------------------------------ | ---- | -------- | ----- | ------- | ------------------------ | ------- |
| 1 | 14 tháng 6 năm 2015 | Stožice Stadium, Ljubljana, Slovenia | 28   | Slovenia | 1–1   | 3–2     | Vòng loại UEFA Euro 2016 | [ 108 ] |
| 2 | 14 tháng 6 năm 2015 | Stožice Stadium, Ljubljana, Slovenia | 28   | Slovenia | 2–1   | 3–2     | Vòng loại UEFA Euro 2016 | [ 108 ] |

## Danh hiệu

### Câu lạc bộ

#### Đội trẻ Arsenal
- FA Youth Cup: 2008–09[109]
- Premier Academy League: 2009–10[110]

#### Arsenal
- FA Cup: 2013–14, 2014–15[111]
- FA Community Shield: 2014[111]

### Quốc tế
- UEFA European Under-21 Championship: Á quân 2009 [112]

### Cá nhân
- Bàn thắng BBC của năm: 2013–14,[113] 2014–15[114]
- Cầu thủ trẻ xuất sắc nhất năm của PFA: 2010–11[115]
- Đội hình tiêu biểu của PFA: 2010–11[116]
- Cầu thủ xuất sắc nhất Arsenal: 2010–11[117]